# ナショナル・エコノミック・カウンシル
ナショナル・エコノミック・カウンシル (National Economic Council, Inc.) は、マーウィン・K・ハートが長らく代表を務めた、アメリカ合衆国の保守派の民間政治組織。
1931年にニューヨーク州経済会議 (the New York State Economic Council) として創設されたこの組織の目的は、合衆国政府の支出削減と減税にあった。1943年には名称を改め、「国家経済会議」を意味する「ナショナル・エコノミック・カウンシル」となった 。
ニューヨーク州経済会議当時から一貫してナショナル・エコノミック・カウンシルが取り組んだ課題の中には、アメリカ合衆国大統領フランクリン・ルーズベルトへの反対や、スペインのファシスト政権を率いたフランシスコ・フランコへの支持などがあった。ナショナル・エコノミック・カウンシルが発行したニュースレターの一部には、ユダヤ系アメリカ人は「頭の中身は外国人 (alien-minded)」であり、アメリカの統治を「欺瞞」、「詐術」、「恫喝」によって危うくしているのだとする、反ユダヤ主義的見解が含まれていた。1947年、この組織は、アメリカ各地の多数の大学の理事者たちに書簡を送り、ケインズ経済学はマルクス主義の一形態だと攻撃し、ケインズ主義を教えるローリー・ターシスによる教科書『Elements of Economics』を非難した。
ナショナル・エコノミック・カウンシルに関与した著名な著作家の中には、ローラ・インガルス・ワイルダーの娘であるローズ・ワイルダー・レーンも含まれていた。彼女は1945年から1952年にかけて機関誌の編集と書評を担い、20世紀中葉におけるリバタリアニズムに大きな影響を与えた。
ナショナル・エコノミック・カウンシルは、ニクソンの政敵マスター・リストに掲載されていた。